# لنگرماهیان سرگاوی ژرف‌زی
لنگرماهیان سرگاوی ژرف‌زی (نام علمی: Ereuniidae) نام یک تیره از راسته عقرب‌ماهی‌سانان است.